# Емілі в Парижі
«Емілі в Парижі» (англ. Emily in Paris) — американський комедійно драматичний телесеріал, що розповідає про переїзд Емілі, молодої американки, в Париж. Перший сезон серіалу, що складається з 10 серій, був представлений компанією Netflix 2 жовтня 2020 року.
У листопаді 2020 року Netflix продовжив серіал на другий сезон, а знімання розпочалося в травні 2021 року. Прем'єра другого сезону запланована на 22 грудня 2021 року. Прем'єра третього сезону відбулась 21 грудня 2022 року. Прем'єра четвертого сезону складається з двох частин; перша прем'єра відбулася 15 серпня 2024 року, а друга — 12 вересня 2024 року.

## Сюжет
Емілі Купер (Лілі Коллінз), виконавчий директор з маркетингу з Чикаго, несподівано отримує пропозицію вирушити до Парижа замість своєї начальниці. Героїні належить влитися в новий колектив, зануритися в місцеву культуру, знайти друзів і любов.

## Акторський склад

#### Основні персонажі
- Лілі Коллінз в ролі Емілі Купер. Вирушає до Франції для налагодження стратегій компанії в соціальних мережах внаслідок вагітності начальниці (у виконанні Кейт Волш). По приїзду в Париж заводить сторінку в соціальних мережах, яка набирає популярність.
- Філіппін Леруа-Больє в ролі Сильві. Начальниця Емілі у французькому офісі компанії (Savior), коханка Антуана Ламберта.
- Ешлі Парк в ролі Мінді Чен. Перша подруга головної героїні у Франції. Працює нянею, але в минулому брала участь в китайському шоу талантів як співачка.
- Лукас Браво у ролі Ґабріеля. Сусід Емілі, який живе поверхом нижче. Працює шеф-кухарем в одному з місцевих закладів. Є любовним інтересом Емілі.
- Семюел Арнольд в ролі Жюльєна. Молодий колега Емілі у французькому офісі.
- Бруно Гуері в ролі Люка. Французький колега Емілі.
- Камілль Раза в ролі Камілль. Французька подруга Емілі, дівчина Габріеля.
- Вільям Абаді в ролі Антуана Ламберта. Французький клієнт Емілі, власник парфумерної компанії «Maison Lavaux». Має роман з Сильвією.
- Люсьєн Лавісконт

#### Другорядні персонажі
- Кейт Волш в ролі Медлін Уїллер. Чиказька начальниця Емілі.
- Арно Віар в ролі Поля Броссара. Власник Savoir.
- Жан-Крістоф Буве
- Ейон Бейлі
- Фейт Принс
- Арно Бінар

## Виробництво
5 вересня 2018 року було оголошено, що компанія Paramount Network замовила перший сезон серіалу, що складається з десяти епізодів. Серіал був створений Дарреном Старом, який також мав виступати виконавчим продюсером разом з Тоні Ернандесом. Виробничими компаніями, задіяними в серіалі, мали бути Jax Media [Архівовано 22 жовтня 2020 у Wayback Machine.]. 13 липня 2020 року стало відомо, що права на серіал перейдуть від Paramount Network компанії Netflix.

#### Кастинг
3 квітня 2019 року було оголошено, що Лілі Коллінз отримала головну роль в серіалі. 13 серпня 2019 року до основного складу приєдналася Ешлі Пак. 19 вересня 2019 року Леруа Больє, Лукас Браво, Семюел Арнольд, Камілла Рази і Бруно Гуери приєдналися до складу головних ролей, в той час як Кейт Волш, Вільям Абаді і Арно Віар отримали ролі повторюваних пресонажей (другорядні ролі).

#### Знімання
Основне знімання серіалу повинно було початися на початку 2019 року в Парижі та його передмістях, але почалися в серпні 2019 року. Деякі сцени також знімалися в Cité du Cinéma [Архівовано 10 жовтня 2020 у Wayback Machine.], кіностудії в Сен-Дені. Також знімання проходило в Шато де Сонне в департаменті Ендр і Луара. Додаткове знімання проводили в Чикаго в листопаді 2019 року.

## Реліз
Серіал вийшов на стримінговому сервісі Netflix 2 жовтня 2020 року.

## Критика
Американський інтернет-агрегатор оглядів Rotten Tomatoes повідомив, що рейтинг схвалення становить 76 % на основі 21 відгуку із середнім рейтингом 5,1 / 10. Згідно консенсусу критиків вебсайту: «Хоча зображення Франції є тривіальним кліше, Емілі в Парижі — це романтична фантастика в кращому вигляді, ефектно одягнена і наповнена чарівними виконанням».
Metacritic дав серій середньозважену оцінку 64 з 100 на основі 12 оглядів, що вказує на «в цілому позитивні відгуки».
На найбільшому сайті про кінематограф IMDb серіал має рейтинг 7,4 зірок з 10 можливих.
Більшість відомих міжнародних видань дали серіалу не дуже однозначну оцінку.
У четвертому епізоді серіалу головна героїня на мовних курсах знайомиться з українкою, на ім'я Петра. Петра демонструє одразу кілька образливих стереотипів про українців як про неосвічених і злодійкуватих людей. Дівчина з Києва краде в магазинах брендовий одяг та вражає головну героїню своєю обмеженістю та несмаком. Образ Петри у серіалі обурив українських глядачів, через що ті почали скаржитися на Netflix у соцмережах. Голова Міністерства культури України Олександр Ткаченко у своєму Telegram-каналі назвав «неприйнятним» та «образливим» «карикатурний образ українки в Емілі в Парижі».
Сезони

## Сезони
| Сезон | Епізоди | Епізоди | Оригінальний випуск | Оригінальний випуск |
| ----- | ------- | ------- | ------------------- | ------------------- |
| 1     | 10      | 10      | 2 жовтня 2020       | 2 жовтня 2020       |
| 2     | 10      | 10      | 22 грудня 2021      | 22 грудня 2021      |
| 3     | 10      | 10      | 21 грудня 2022      | 21 грудня 2022      |
| 4     | 10      | 5       | 15 серпня 2024      | 15 серпня 2024      |
| 4     | 10      | 5       | 12 вересня 2024     | 12 вересня 2024     |

## Список епізодів

### Сезон 1 (2020)
| № серії (загалом) | № серії (в сезоні) | Назва серії                                                     | Режисер(и)     | Сценарист(и)              | Оригінальна дата показу |
| --- | ------------------ | --------------------------------------------------------------- | -------------- | ------------------------- | ----------------------- |
| 1 | 1                  | «Емілі в Парижі» «Emily in Paris»                               | Ендрю Флемінг  | Даррен Стар               | 2 жовтня 2020           |
| Емілі Купер — амбітна та самовпевнена молода американка, яка влаштовується на роботу в модній індустрії в Парижі та привносить американський дух та ідеї до свого нового офісу. Проте французи не готові до натиску дівчини, а перед героїнею постає мовна перешкода.                                       |                    |                                                                 |                |                           |                         |
| 2 | 2                  | «Чоловіче — жіноче» «Masculin Féminin»                          | Ендрю Флемінг  | Даррен Стар               | 2 жовтня 2020           |
| Емілі вперше досліджує тонкощі французького кохання, коли її ентузіазм на робочій вечірці вражає кокетливого та одруженого клієнта. |                    |                                                                 |                |                           |                         |
| 3 | 3                  | «Сексуально чи сексизм» «Sexy or Sexist»                        | Ендрю Флемінг  | Даррен Стар               | 2 жовтня 2020           |
| На Емілі звалюється все одразу: у її крихітній квартирі ламається сантехніка, а майстер не приходить надто довго; уроки французької даються дівчині насилу; незговірливі колеги починають вставляти ціпки в колеса.                                                                                         |                    |                                                                 |                |                           |                         |
| 4 | 4                  | «Поцілунок — це лише поцілунок» «A Kiss Is Just A Kiss»         | Зої Кассаветіс | Кайла Елперт              | 2 жовтня 2020           |
| Емілі поступово обзаводиться новими друзями, і приємне нове знайомство виявляється дуже перспективним — завдяки йому дівчина може отримати великого і важливого клієнта. |                    |                                                                 |                |                           |                         |
| 5 | 5                  | «Фальшиві друзі» «Faux Amis»                                    | Зої Кассаветіс | Алі Воллер та Джо Мерфі   | 2 жовтня 2020           |
| Несподівано для себе Емілі виявляє, що приріст кількості підписників у соцмережах відкрив їй багато дверей у Парижі. На особистому фронті в неї назрівають зміни, коли звичайна вечірка з друзями перетворюється на побачення.                                                                              |                    |                                                                 |                |                           |                         |
| 6 | 6                  | «Без смаку» «Ringarde»                                          | Ендрю Флемінг  | Метт Вітакер              | 2 жовтня 2020           |
| Емілі бере участь у найважливішій зустрічі із легендарним брендом, який може відкрити нові перспективи для кар'єри. Однак презентація виходить з-під контролю, коли на поверхню виринає помилка, здатна змінити все. Після важкого робочого дня Емілі вдається знайти втіху в компанії чарівного професора. |                    |                                                                 |                |                           |                         |
| 7 | 7                  | «Французький фінал» «French Ending»                             | Ендрю Флемінг  | Емілі Голдвін та Сара Чой | 2 жовтня 2020           |
| Емілі погоджується супроводжувати американську акторку на розкішному заході. Незабаром відбувається низка неприємностей, і Емілі змушена прийняти складне рішення, щоб упоратися зі своєю роботою і не підвести доручену їй знаменитість.                                                                   |                    |                                                                 |                |                           |                         |
| 8 | 8                  | «Справа сімейна» «Family Affair»                                | Ендрю Флемінг  | Ґрант Слосс               | 2 жовтня 2020           |
| Емілі вирушає на вихідні в заміський замок нової подруги, де на неї чекають непередбачені обставини. Мінді йде на зустріч зі старими друзями, але навіть не припускає, чим може закінчитися цей вечір. |                    |                                                                 |                |                           |                         |
| 9 | 9                  | «Американський аукціон в Парижі» «An American Auction in Paris» | Пітер Лоер     | Елісон Браун              | 2 жовтня 2020           |
| Благодійний вечір, сукня в подарунок та авангардний дует дизайнерів застають Емілі зненацька. Ситуація загострюється, коли на неї звертає увагу спадкоємець великого модельєра. |                    |                                                                 |                |                           |                         |
| 10 | 10                 | «Відміна кутюр'є» «Cancel Couture»                              | Пітер Лоер     | Ґрант Слосс               | 2 жовтня 2020           |
| Настає тиждень моди, але Емілі швидко терпить фіаско і виявляється на межі того, щоб позбутися роботи. Необхідно придумати новий план доти, як наслідки її дій виявляться незворотними. Водночас вона готується попрощатися з добрим другом.                                                                |                    |                                                                 |                |                           |                         |

### Сезон 2 (2021)
| № серії (загалом) | № серії (в сезоні) | Назва серії                                                                                   | Режисер(и)         | Сценарист(и) | Оригінальна дата показу |
| --- | ------------------ | --------------------------------------------------------------------------------------------- | ------------------ | ------------ | ----------------------- |
| 11 | 1                  | «Ти переспиш зі мною?» «Voulez-Vous Coucher Avec Moi?»                                        | Ендрю Флемінг      | Даррен Стар  | 22 грудня 2021          |
| Хоча й відчуваючи провину після ненавмисного зіткнення з Ґабріелем, Емілі вирішує продовжити романтичний відпочинок, незважаючи ні на що. Нова робота Мінді виявляється повною несподіванкою, що збентежує дівчину.                                                                                             |                    |                                                                                               |                    |              |                         |
| 12 | 2                  | «Ви знаєте дорогу в Сен-Тропе?» «Do You Know the Way to St. Tropez?»                          | Ендрю Флемінг      | Ґрант Слосс  | 22 грудня 2021          |
| У результаті Емілі опиняється в Сен-Тропі зовсім одна і змушена насолоджуватися відпочинком на самоті. Здається, на рефлексію в неї зовсім небагато часу: дізнавшись про проблему подруги, до неї вже поспішає група підтримки, щоб відволікти від важких думок.                                                |                    |                                                                                               |                    |              |                         |
| 13 | 3                  | «З Днем народження!» «Bon Anniversaire!»                                                      | Ендрю Флемінг      | Елісон Браун | 22 грудня 2021          |
| Емілі планує влаштувати урочисту вечерю на честь свого Дня народження, і в ході підготовки йде у хаммам із подругами Камілль. Ґабріель хоче допомогти Емілі скласти меню, і вона дозволяє йому це зробити. |                    |                                                                                               |                    |              |                         |
| 14 | 4                  | «Жуль та Ем» «Jules and Em»                                                                   | Пітер Лоер         | Джо Мерфі    | 22 грудня 2021          |
| Коли особисті драми Емілі починають впливати на її роботу, дівчина розуміє, що настав час сфокусуватися на вивченні французької мови. Мінді готується до вуличного виступу та стикається з новими труднощами.                                                                                                   |                    |                                                                                               |                    |              |                         |
| 15 | 5                  | «Англієць в Парижі» «An Englishman in Paris»                                                  | Катіна Медіна Мора | Сара Чой     | 22 грудня 2021          |
| Поставивши собі за мету покращити свою французьку, Емілі просить однокурсника Алфі попрактикуватися разом із нею. Паралельно вона працює над відкриттям ресторану Ґабріеля, намагається навести лад у стосунках з Камілль та організовує вечірку.                                                               |                    |                                                                                               |                    |              |                         |
| 16 | 6                  | «Точка кипіння» «Boiling Point»                                                               | Катіна Медіна Мора | Елісон Браун | 22 грудня 2021          |
| Ресторан Ґабріеля нарешті відкривається, але під час святкової вечірки виникає напруга. Емілі впевнена, що Алфі помиляється у своїй думці про її одяг та погляди на життя. Сильві стає музою для незнайомого фотографа.                                                                                         |                    |                                                                                               |                    |              |                         |
| 17 | 7                  | «Повар, крадійка, її ігнорник та його кохання» «The Cook, the Thief, Her Ghost and His Lover» | Дженніфер Арнольд  | Джо Мерфі    | 22 грудня 2021          |
| У компанії «Savoir» з'являється новий перспективний клієнт із США, проте Сильві він страшенно не подобається. Емілі та Алфі знаходять порозуміння, але й тут не обійшлося без незручних ситуацій. Стосунки між Мінді та Бенуа виходять на новий рівень, але дівчина поки що не відкриває всі свої секрети.      |                    |                                                                                               |                    |              |                         |
| 18 | 8                  | «Проблеми в Шампані» «Champagne Problems»                                                     | Дженніфер Арнольд  | Даррен Стар  | 22 грудня 2021          |
| Емілі, Алфі та Ґабріель продовжують спілкуватися між собою, але, здається, це ще більше заплутує кожного у своїх почуттях. Сильві та Ерік дедалі більше зближуються. Але, якщо Ерік готовий бути відвертим публічно, у Сильві із цим проблеми. Зйомка в Шампані переривається неприємним інцидентом.            |                    |                                                                                               |                    |              |                         |
| 19 | 9                  | «Парфуми та чуттєвість» «Scents & Sensibility»                                                | Ендрю Флемінг      | Сара Чой     | 22 грудня 2021          |
| Емілі наважується запросити Алфі на побачення туди, де вони не зустрінуть Ґабріеля. Розкрита таємниця загрожує зруйнувати нові стосунки Мінді. Американська начальниця Емілі скрупульозно вивчає фінансові документи, і це змушує Сильві нервувати. Алфі намагається зрозуміти, що було між Емілі та Ґабріелем. |                    |                                                                                               |                    |              |                         |
| 20 | 10                 | «Французька революція» «French Revolution»                                                    | Ендрю Флемінг      | Ґрант Слосс  | 22 грудня 2021          |
| Меделін вирішує внести кадрові перестановки. Алфі збирається поїхати, але хоче, як і раніше, бачитися з Емілі. П'єр і Ґрегорі знаходять спільну мову на модному показі у Версалі, а Емілі необхідно ухвалити важливе рішення про майбутнє життя в Парижі.                                                       |                    |                                                                                               |                    |              |                         |

### Сезон 3 (2022)
| № серії (загалом) | № серії (в сезоні) | Назва серії                                                            | Режисер(и)         | Сценарист(и) | Оригінальна дата показу |
| --- | ------------------ | ---------------------------------------------------------------------- | ------------------ | ------------ | ----------------------- |
| 21 | 1                  | «У мене два кохання» «J'ai Deux Amours (I Have Two Lovers)»            | Ендрю Флемінг      | Ґрант Слосс  | 21 грудня 2022          |
| Емілі вже рік живе у Франції, але проблем у дівчини менше не стало. Вона має ухвалити низку важливих рішень, проте сил вистачає лише на одне — змінити зачіску. Ось тільки новий образ зовсім не допомагає внести ясність у ту плутанину, яка коїться в особистому житті та кар'єрі Емілі Купер. |                    |                                                                        |                    |              |                         |
| 22 | 2                  | «Про що все це…» «What It’s All About…»                                | Ендрю Флемінг      | Елісон Браун | 21 грудня 2022          |
| Кампанія «Savoir» швидко занурюється в неймовірний хаос. Емілі потрібна допомога, щоб розібратися з усім цим, і вона звертається до свого колишнього колеги. Але ідея з розкішним вечором, який мав розрядити обстановку, майже одразу зазнає краху.                                             |                    |                                                                        |                    |              |                         |
| 23 | 3                  | «Голубиний переворот» «Coo D’état»                                     | Ендрю Флемінг      | Джо Мерфі    | 21 грудня 2022          |
| Сильві не шкодує сил, щоб повернути колишнє офісне приміщення та застосовує свою головну зброю — чарівність. Умови роботи в «Savoir» стають гіршими, ніж можна було очікувати. Мінді наважується на дуже ризикований вчинок, а Емілі має вирішити, як їй бути далі.                              |                    |                                                                        |                    |              |                         |
| 24 | 4                  | «Наживо з Парижа — Емілі Купер» «Live from Paris, It's Emily Cooper»   | Ерін Ерліх         | Сара Чой     | 21 грудня 2022          |
| Безробітна Емілі виконує план відвідування туристичних місць міста, поки не влаштовується на тимчасову роботу офіціантки в ресторан Ґабріеля, де невдало перевіряє свої мовні навички. Спілкування Камілль та таємничої художниці стає ближчим.                                                  |                    |                                                                        |                    |              |                         |
| 25 | 5                  | «О-ля-ла-лист» «Ooo La La Liste»                                       | Ерін Ерліх         | Робін Шифф   | 21 декабря 2022         |
| Сильві дуже важливе потрапляння до рейтингу, тому Емілі підключає всі зв'язки, щоб їй допомогти, але несподівано вона сама опиняється в центрі уваги. Мінді стикається зі своїм старим знайомим, причому дуже впливовим. На вечірці Алфі, Емілі дізнається секрет, про який краще не знала б.    |                    |                                                                        |                    |              |                         |
| 26 | 6                  | «Екс-ан-Прованс» «Ex-en-Provence»                                      | Пітер Лоер         | Ліз Еней     | 21 грудня 2022          |
| У рамках робочого проєкту Емілі разом із колегами вирушає до Провансу на розкішний захід, де панує унікальна атмосфера: поля ароматної лаванди, старовинний замок, вишукана вечеря… та несподівана зустріч, яка розпалить іскру романтики.                                                       |                    |                                                                        |                    |              |                         |
| 27 | 7                  | «Як втратити дизайнера за 10 днів» «How to Lose a Designer in 10 Days» | Катіна Медіна Мора | Джо Мерфі    | 21 грудня 2022          |
| Агентство «Grateau» стикається з несподіваною проблемою. З вини ексцентричного модельєра на кампанію обрушуються потоки драми, яка не користується бізнесом. Мінді отримує дивне запрошення, після чого звертається за допомогою до Ґабріеля та Емілі.                                           |                    |                                                                        |                    |              |                         |
| 28 | 8                  | «Жертва моди» «Fashion Victim»                                         | Катіна Медіна Мора | Елісон Браун | 21 грудня 2022          |
| П'єр працює над відкриттям свого магазину, але ситуація стає непередбачуваною. Навколо дизайнера та його проекту починають курсувати дивні чутки. Сильві вирішує підключити старі зв'язки, а Емілі активно підтримує похмурого Ґабріеля.                                                         |                    |                                                                        |                    |              |                         |
| 29 | 9                  | «Кохання витає в повітрі» «Love Is in the Air»                         | Ендрю Флемінг      | Ґрант Слосс  | 21 грудня 2022          |
| Емілі долають сумніви щодо стосунків з Алфі. Вона так глибоко загрузла в невпевненості, що не помітила, як ступила на небезпечну територію, спілкуючись із хлопцем Мінді. Ґабріель вирішує максимально зосередитися на власному майбутньому.                                                     |                    |                                                                        |                    |              |                         |
| 30 | 10                 | «Шарада» «Charade»                                                     | Ендрю Флемінг      | Даррен Стар  | 21 грудня 2022          |
| Бабуся Ґабріеля приїжджає до Парижа, щоб допомогти з рестораном. Емілі старанно допомагає Ґабріелю заробити мішленівську зірку і знаходить несподіваного союзника. Усі вирушають у Шампань на свято, яке призводить до шокуючих наслідків.                                                       |                    |                                                                        |                    |              |                         |

### Сезон 4 (2024)
| Частина 1 |    |                                                    |               |                                |                 |
| 31 | 1  | «Переламний момент» «Break Point»                  | Ендрю Флемінг | Ґрант Слосс                    | 15 серпня 2024  |
| Після катастрофічного весілля й вірусного відео Емілі намагається привести до ладу особисте й професійне життя до Чемпіонату Франції.                                 |    |                                                    |               |                                |                 |
| 32 | 2  | «Кохання на втіках» «Love on the Run»              | Ендрю Флемінг | Елісон Браун                   | 15 серпня 2024  |
| Емілі ділиться таємницею з Ґабріелем, чиї хвилювання перетворюються на гнів. Мінді знаходить скелет у дизайнерській шафі JVMA. Камілла розв’язує проблеми через Моне. |    |                                                    |               |                                |                 |
| 33 | 3  | «Маскарад» «Masquerade»                            | Ендрю Флемінг | Джо Мерфі                      | 15 серпня 2024  |
| Умови життя Ґабріеля ускладнюються, а Емілі планує розкішний бал-маскарад для «Мезон Лаво», на якому дехто розкриває свої почуття й робить вибір.                     |    |                                                    |               |                                |                 |
| 34 | 4  | «Сіра зона» «The Grey Area»                        | Пітер Лоер    | Пратхі Срінівасан, Джошуа Леві | 15 серпня 2024  |
| Емілі шукає тихе місце для романтичного рандеву, Сільві прохає про послугу для відкриття клубу Лорана, а стосунки Мінді натрапляють на перешкоду.                     |    |                                                    |               |                                |                 |
| 35 | 5  | «Обман зору» «Trompe l'oeil»                       | Ерін Ерліх    | Джо Мерфі                      | 15 серпня 2024  |
| Зовнішність оманлива: «Агенція Ґрато» випускає продукти для догляду за шкірою, ресторан Ґабріеля женеться за зіркою Мішлен, а шопінг Камілли обертається проблемами.  |    |                                                    |               |                                |                 |
| Частина 2 |    |                                                    |               |                                |                 |
| 36 | 6  | «Останнє Різдво» «Last Christmas»                  | Ерін Ерліх    | Ґрант Слосс                    | 12 вересня 2024 |
| Після того як плани на Різдво змінюються в останню мить, Емілі вирушає на гірськолижний курорт у Французьких Альпах. Але день на схилі повертає на гірше.             |    |                                                    |               |                                |                 |
| 37 | 7  | «Труднощі перекладу» «Lost in Translation»         | Пітер Лоер    | Елісон Браун                   | 12 вересня 2024 |
| Емілі отримує протеже завдяки Сільві й не може порозумітися з Ґабріелем. Мінді відважується на сміливий крок заради виступу.                                          |    |                                                    |               |                                |                 |
| 38 | 8  | «Знову в Crazy Horse» «Back on the Crazy Horse»    | Ендрю Флемінг | Ліз Еней, Джо Мерфі            | 12 вересня 2024 |
| Сміливий рятівник Емілі повертається й робить їй спокусливу пропозицію. Мінді дражнить глядачів виступом у Crazy Horse. Женев’єва розуміє, що загостювалася.          |    |                                                    |               |                                |                 |
| 39 | 9  | «Відпочинок у Римі» «Roman Holiday»                | Ендрю Флемінг | Ґрант Слосс, Робін Шифф        | 12 вересня 2024 |
| З появою нової сусідки Емілі робить неймовірне: вона бере відпустку й каже «Au revoir» роботі й «Ciao» — чарівному екскурсоводу в Римі.                               |    |                                                    |               |                                |                 |
| 40 | 10 | «Усі дороги ведуть у Рим» «All Roads Lead to Rome» | Ендрю Флемінг | Даррен Стар                    | 12 вересня 2024 |
| Поєднувати бізнес із задоволенням? Не так Емілі хоче проводити час в Італії. Ґабріелю посміхається удача, а Мінді знаходить натхнення серед руїн.                     |    |                                                    |               |                                |                 |